# دالي كاردويل
دالي كاردويل (بالإنجليزية: Dale Cardwell)‏ هو صحفي أمريكي، ولد في 1962.